# Conde Casio
El conde Casio, llamado en árabe kumis Qasi (donde kumis es la arabización del latín comes, 'conde' y Qasi es la arabización del latín Cassius), fue un noble mencionado en las crónicas árabes y en la Crónica de Alfonso III como «godo de nación» que vivió a finales del siglo VII y principios del VIII y gobernó un amplio territorio del valle medio del Ebro. Su conversión al islam dio nacimiento a la poderosa familia de los Banu Qasi.

## Biografía
El nombre en árabe de su hijo fue «فرتون بن قسي بن فرتون» (Furtūn ibn Qāsī ibn Furtūn), por el que se concluye que el nombre de su padre fue el mismo de su hijo, Fortunius.
Sus menciones en las crónicas árabes son muy escuetas y solamente dicen que «en época de los godos», el conde Casio gobernaba un territorio que comprendía la actual Ribera Navarra (Tudela) y zonas limítrofes de la actual provincia de Zaragoza (Tarazona, Borja y probablemente Ejea de los Caballeros). Casio decidió colaborar con los invasores musulmanes para conservar sus dominios, «mediante un vínculo privilegiado de origen preislámico conocido con el nombre de walā». El único caso documentado de una conversión al islam en la península ibérica en la época de la conquista, y tras la caída del reino visigodo, fue el fundador de la dinastía de los Banu Qasi o «hijos de Casio».
Viajó a Damasco, capital del Califato Omeya, junto con Musa ibn Nusair. Allí conoció al califa Walid I y le declaró personalmente su obediencia antes de la muerte de este el 25 de febrero de 715.

## Descendencia
Fue padre de cinco hijos: 
- Fortún ibn Qasi, heredó la jefatura del clan y fue el padre de Musa ibn Fortún[6]
- Abu Tawr ibn Qasi[6]
- Abu-Salama ibn Qasi[6]
- Yunus ibn Qasi[6]
- Yahya ibn Qasi[6]